# (14543) Sajigawasuiseki
(14543) Sajigawasuiseki est un astéroïde de la ceinture principale.

## Description
(14543) Sajigawasuiseki est un astéroïde de la ceinture principale. Il fut découvert le 28 septembre 1997 à Saji par l'Observatoire de Saji. Il présente une orbite caractérisée par un demi-grand axe de 3,10 UA, une excentricité de 0,06 et une inclinaison de 12,7° par rapport à l'écliptique.

## Compléments